# Quatre Majestés
Cette page contient des caractères spéciaux ou non latins. S’ils s’affichent mal (▯, ?, etc.), consultez la page d’aide Unicode.

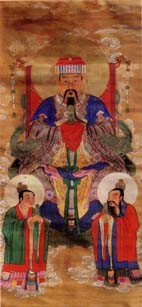
L’empereur Ziwei, divinité céleste.

Les Quatre Majestés  ou Siyu 四御 sont quatre divinités du panthéon des principales écoles taoïstes. Placés directement sous les trois Purs ou l’Empereur de jade, ils représentent les quatre domaines de l’univers. 
Leur identité et la répartition de leurs compétences ont varié avec les écoles et les époques. L’Empereur de jade fut l’un d’entre eux jusqu’aux Song ; il fut alors promu émanation des Trois Purs et placé devant eux. Dans le taoïsme Quanzhen de Chine populaire, il a retrouvé sa place dans le groupe et occupe donc deux fonctions : émanation des Trois Purs et premier des Quatre Majestés. 
Les quatre majestés sont :
- L'Empereur de jade ; il représente les dieux qu’il dirige. Il est fêté le 9 du 1er mois lunaire
- Ziweibeiji dadi [1], Empereur du pôle céleste nord, a son siège dans l’étoile Ras Algethi au centre du zodiaque chinois, appelée « trône » [2]. Il représente le ciel et préside au monde des astres. Son anniversaire est le 27 du 10e mois.
- Gouchenshangong dadi [3], Empereur de la maison astrale supérieure, représente les quatre astérismes les plus proches du pôle céleste nord, situés à gauche de Ras Algethi. Il est l’axe de l’univers et préside aux évènements humains, guerres, calamités. Il est fêté le 2 du 2e mois.
- Houtu Huangdizhi [4], Impératrice du sol. Cette déesse porte le nom d'une ancienne divinité de la terre formant un couple avec le dieu du ciel. Elle pouvait être représentée sous forme masculine, mais l’impératrice Wu Zetian a fixé définitivement sa forme féminine. L’impératrice Pan, épouse de l’empereur Zhenzong des Song, lui fit édifier un temple sur le mont sacré du centre. Elle gouverne les fluctuations du Yin et du Yáng, les naissances et la nature. Elle est fêtée le 18 du 3e mois.